# Bandengan (Mundu)
Bandengan is een bestuurslaag in het regentschap Cirebon van de provincie West-Java, Indonesië. Bandengan telt 3190 inwoners (volkstelling 2010).